# Palau nos Jogos Olímpicos de Verão de 2024
Palau participou dos Jogos Olímpicos de Verão de 2024, realizados em Paris, na França. Foi a sétima aparição consecutiva do país nos Jogos Olímpicos desde a estreia em Sydney 2000.
Foi representado por três atletas que competiram no atletismo e na natação, mas nenhum conquistou medalhas.

## Competidores
Esta foi a participação por modalidade nesta edição:
| Esporte   | Masculino | Feminino | Total |
| --------- | --------- | -------- | ----- |
| Atletismo | 0         | 1        | 1     |
| Natação   | 1         | 1        | 2     |
| Total     | 1         | 2        | 3     |

## Desempenho

### Atletismo
- Q = Qualificado para a próxima fase
- q = Qualificado para a próxima fase como o perdedor mais rápido ou, em eventos de campo, pela posição sem atingir o alvo para qualificação
- N/A = Fase não aplicável para o evento
- Bye = Atleta não precisou disputar aquela fase

Feminino
Eventos de pista
| Atleta           | Evento | Preliminar | Preliminar | Baterias    | Baterias    | Semifinal   | Semifinal   | Final       | Final       | Ref.  |
| Atleta           | Evento | Tempo      | Pos.       | Tempo       | Pos.        | Tempo       | Pos.        | Tempo       | Pos.        | Ref.  |
| ---------------- | ------ | ---------- | ---------- | ----------- | ----------- | ----------- | ----------- | ----------- | ----------- | ----- |
| Sydney Francisco | 100 m  | 13.15      | 7          | Não avançou | Não avançou | Não avançou | Não avançou | Não avançou | Não avançou | [ 5 ] |

### Natação
Masculino
| Atleta     | Evento     | Eliminatórias | Eliminatórias | Semifinal   | Semifinal   | Final       | Final       | Ref.  |
| Atleta     | Evento     | Tempo         | Pos.          | Tempo       | Pos.        | Tempo       | Pos.        | Ref.  |
| ---------- | ---------- | ------------- | ------------- | ----------- | ----------- | ----------- | ----------- | ----- |
| Jion Hosei | 50 m livre | 25.67         | 53            | Não avançou | Não avançou | Não avançou | Não avançou | [ 6 ] |

Feminino
| Atleta     | Evento     | Eliminatórias | Eliminatórias | Semifinal   | Semifinal   | Final       | Final       | Ref.  |
| Atleta     | Evento     | Tempo         | Pos.          | Tempo       | Pos.        | Tempo       | Pos.        | Ref.  |
| ---------- | ---------- | ------------- | ------------- | ----------- | ----------- | ----------- | ----------- | ----- |
| Yuri Hosei | 50 m livre | 30.52         | 64            | Não avançou | Não avançou | Não avançou | Não avançou | [ 7 ] |